# Temporada 1876 de la Liga Nacional
La Temporada 1876 de la Liga Nacional fue la primera temporada de la Liga Nacional.
Los Chicago White Stockings se coronaron como los primeros campeones de la liga.
Fue la primera temporada de los que actualmente se conoce como las Grandes Ligas de Béisbol.

## Estadísticas
|                           | \| Liga Nacional[3] \| \| \| \| \| \| Club \| G \| P \| PG % \| GB \| \| Chicago White Stockings \| 52 \| 14 \| .788 \| - \| \| Hartford Dark Blues \| 47 \| 21 \| .691 \| 6.0 \| \| St. Louis Brown Stockings \| 45 \| 19 \| .703 \| 6.0 \| \| Boston Red Caps \| 39 \| 31 \| .557 \| 15.0 \| \| Louisville Grays \| 30 \| 36 \| .455 \| 22.0 \| \| New York Mutuals \| 21 \| 35 \| .375 \| 26.0 \| \| Philadelphia Athletics \| 14 \| 45 \| .237 \| 34.5 \| \| Cincinnati Reds \| 9 \| 56 \| .138 \| 42.5 \| |    |      |      |
| Liga Nacional             | |    |      |      |
| Club                      | G | P  | PG % | GB   |
| Chicago White Stockings   | 52 | 14 | .788 | -    |
| Hartford Dark Blues       | 47 | 21 | .691 | 6.0  |
| St. Louis Brown Stockings | 45 | 19 | .703 | 6.0  |
| Boston Red Caps           | 39 | 31 | .557 | 15.0 |
| Louisville Grays          | 30 | 36 | .455 | 22.0 |
| New York Mutuals          | 21 | 35 | .375 | 26.0 |
| Philadelphia Athletics    | 14 | 45 | .237 | 34.5 |
| Cincinnati Reds           | 9 | 56 | .138 | 42.5 |

|  | Campeón. |